# Schweizerische Exportrisikoversicherung
Die Schweizerische Exportrisikoversicherung (SERV) mit Sitz in Zürich ist eine öffentlich-rechtliche Anstalt des Bundes in der Schweiz. Sie versichert Exportgeschäfte von Schweizer Unternehmen in politisch oder wirtschaftlich unsichere Länder sowie die Finanzierung von solchen Geschäften.

## Einbettung und Umfeld
Laut dem Exportrisikoversicherungsgesetz  strebt der Bund mit der SERV zwei Ziele an: Erstens trägt die SERV zur Schaffung und Erhaltung von Arbeitsplätzen in der Schweiz bei. Zweitens fördert sie den Wirtschaftsstandortes Schweiz, indem sie der schweizerischen Exportwirtschaft die Teilnahme am internationalen Wettbewerb erleichtert. 
Die SERV besteht seit dem 1. Januar 2007 als Nachfolgeorganisation der Exportrisikogarantie (ERG), welche 1934 als Massnahme gegen die Arbeitslosigkeit gegründet worden war.
Als öffentlich-rechtliche Anstalt arbeitet die SERV eigenwirtschaftlich: Sie ist in ihrer Organisation und ihrer Betriebsführung selbständig und führt eine eigene Rechnung, sie wird aber vom Bund beaufsichtigt. Die entsprechende Aufsichtsbehörde ist das Staatssekretariat für Wirtschaft (SECO).
Das Gesetz regelt die Aufgaben und Leistungen der SERV. Es schreibt unter anderem vor, dass die SERV subsidiär tätig ist, ihre Versicherungen also in Ergänzung zur Privatwirtschaft anbietet.

## Verwaltungsrat
SERV-Verwaltungsratspräsidentin ist seit Januar 2020 Barbara Hayoz. Per Januar 2024 wurde Ruedi Noser in den Verwaltungsrat gewählt.

## Angebot
Die SERV bietet Versicherungen an für Schweizer Exporteure sowie für Banken, die Schweizer Exportgeschäfte finanzieren. Versichert werden können unter anderem Exporte von Gütern (Konsum- und Investitionsgüter, Teile und Komponenten), Exporte von Dienstleistungen (wie Bau- und Ingenieurarbeiten, Lizenz- und Know-how-Verträge) und Vertragsgarantien. Die SERV kann politische und wirtschaftliche Risiken (Delkredere-Risiken) decken. Im Gegensatz zu ihrer Vorgängerin ERG kann die SERV auch das private Käuferrisiko versichern (Besteller im Ausland sind private Unternehmen).
Voraussetzung für den Abschluss einer Versicherung der SERV ist es, dass die Lieferungen entweder schweizerischen Ursprungs sind oder einen angemessenen schweizerischen Wertschöpfungsanteil enthalten. Weiter muss der Exporteur im Handelsregister eingetragen sein und Sitz in der Schweiz haben.
Im Rahmen der Stabilisierungsmassnahmen II des Bundes hat die SERV im Mai 2009 vier neue Produkte eingeführt. Diese sollen Schweizer Exporteuren in einer wirtschaftlich schwierigen Lage den Zugang zu Finanzierungsmöglichkeiten erleichtern und die Liquidität der Unternehmen erhalten.

## Kritik
In der Öffentlichkeit werden Zusicherungen der SERV immer wieder kontrovers diskutiert, weil über menschenrechtliche, soziale und ökologische Anforderungen an die Projekte unterschiedliche Vorstellungen existieren. Die Unterstützung einzelner Projekte wird von entwicklungspolitischen Organisationen und links-grünen Parteien immer wieder kritisiert. Dies mit dem Argument, dass menschenrechtliche, soziale oder ökologische Aspekte bei der Kreditvergabe zu wenig berücksichtigt werden. Ein prominentes Beispiel ist der Ilisu-Staudamm in der Türkei. Nachdem zahlreiche Auflagen für Umwelt- und Kulturgüterschutz nicht erfüllt wurden, stoppten am 7. Juli 2009 Deutschland, Österreich und die Schweiz die Exportrisiko-Versicherungen.